# جزیره سندباد
جزیره سَندباد جزیره‌ای است در میان اروندرود در جنوب عراق که در فاصله چند کیلومتری از مرکز شهر بصره واقع شده‌است. از بصره تا این جزیره با خودرو نیم ساعت راه بود تا این‌که در جریان جنگ دوم خلیج فارس پل منتهی به جزیره سندباد نابود شد.
باقر جبر الزبیدی، وزیر ترابری عراق روز ۲۴ فروردین ۱۳۹۴ در دیدار با عباس آخوندی، وزیر راه و شهرسازی ایران، در بصره خبر داد که دو کشور دربارهٔ ایجاد خط آهن برای اتصال دو کشور از طریق گذرگاه مرزی شلمچه واقع در جنوب شرق استان بصره و ایجاد پل خط آهن به طول ۷۰۰ کیلومتر که جزیره سندباد را با اروندرود مرتبط می‌سازد، به توافق رسیده‌اند.
برنامه‌هایی برای ایجاد تأسیسات گردشگری در این جزیره وجود دارد.